# Commandement régional du Nord
Le commandement régional du Nord (en hébreu : פִּקּוּד צָפוֹן, Pikud Tzafon) est le commandement régional de Tsahal responsable de la défense des frontières au nord du pays avec la Syrie et le Liban.

## Organisation

Commandement régional du Nord en 2024

- Commandement régional du Nord, à Safed
  -   36e division "Ga'ash"
    -  1re brigade d'infanterie "Golani"
    -  6e brigade d'infanterie "Etzioni" (réserve)
    -  7e brigade blindée "Saar me-Golan"
    -  188e brigade blindée "Barak"
    -  282e Brigade d’artillerie "Golan"

  -   91e division "HaGalil"
    -  3e brigade d'infanterie "Alexandroni" (réserve)
    -  8e brigade blindée "HaZaken" (réserve)
    -  300e brigade territoriale "Bar'am" – secteur ouest de la frontière Israël-Liban
    -  769e brigade territoriale "Hiram" – secteur est de la frontière Israël-Liban
    -  7338e brigade d’artillerie "Adirim" (réserve)

  -   146e division "HaMapatz"
    -  2e brigade d'infanterie "Carmeli" (réserve)
    -  4e brigade blindée "Kiryati" (réserve)
    -  205e brigade blindée "Egrof HaBarzel" (réserve)
    -  226e brigade de parachutistes "Nesher" (réserve)
    -  228e brigade d'infanterie "Alon" (réserve)
    -  213e Brigade d’artillerie "HaTkuma" (réserve)

  -   210e division "Bachân"
    -  9e brigade d'infanterie "Oded" (réserve)
    -  679e brigade blindée "Yiftach" (réserve)
    -  474e brigade territoriale "Golan" – secteur du plateau du Golan
    -  810e brigade de montagne – secteur du mont Hermon[1]
    -  209e brigade d’artillerie "Kidon" (réserve)

  -  371e bataillon des transmissions "Ayalim"
  -  801e unité du génie
  -  Unité du renseignement
  -  390e unité de la police militaire
  -  541e unité médicale
  -  651e unité de maintenance
  -  Base d'entraînement "Eliakim"
  -  5001e unité logistique "Golan Nord"
  -  5002e unité logistique "Liban"
  -  5003e unité logistique "Golan Sud"

## Commandants
| No | Portrait          | Identité                                      | Période           | Période           | Durée                     |
| No | Portrait          | Identité                                      | Début             | Fin               | Durée                     |
| -- | ----------------- | --------------------------------------------- | ----------------- | ----------------- | ------------------------- |
| 22 | Gadi Eizenkot     | Gadi Eizenkot (he) גדי איזנקוט (né en 1960)   | 19 octobre 2006   | 11 juillet 2011   | 4 ans, 8 mois et 22 jours |
| 23 | Yaïr Golan, 2021. | Yaïr Golan (he) יאיר גולן (né en 1962)        | 11 juillet 2011   | novembre 2014     | 3 ans et 4 mois           |
| 24 | Aviv Kokhavi      | Aviv Kokhavi (he) אביב כוכבי (né en 1964)     | novembre 2014     | mars 2017         | 2 ans et 4 mois           |
| 25 | Yoel Strick       | Yoel Strick (en) (he) יואל סטריק (né en 1966) | mars 2017         | avril 2019        | 2 ans et 1 mois           |
| 26 | Amir Baram        | Amir Baram (en) (he) אמיר ברעם (né en 1969)   | avril 2019        | 11 septembre 2022 | 3 ans et 5 mois           |
|    | Ori Gordin        | Ori Gordin (en) (he) אורי גורדין (né en 1969) | 11 septembre 2022 | En cours          | 2 ans, 11 mois et 9 jours |